# Hollogne-aux-Pierres
Hollogne-aux-Pierres (en wallon Hologne-ås-Pires) est une section de la commune belge de Grâce-Hollogne située en Région wallonne dans la province de Liège.

## Géographie

### Géologie

#### Tertiaire
Il existait un affleurement de grès, qui se débitait en gros blocs. C'étaient des sables Tertiaires indurés. L'endroit s'appelle toujours "Rue des Grosses Pierres".

#### Quaternaire
Hollogne était connu pour ses dépôts de tuf calcaire. Le dépôt, inactif, se trouve dans le parc occupé par les bâtiments du CPAS. Avant l'enfouissement du ruisseau (le Mahai) dans un pertuis, on y trouvait des dépôts actifs de cette roche
. Des blocs de tuf calcaire se retrouvent dans diverses constructions dans le village, dont la Ferme Lucas et le clocher de l'église, ainsi qu'en-dessous du tilleul de la Place de l'Eglise.

## Démographie
- Sources : INS, Rem. : 1831 jusqu'en 1970 = recensements, 1976 = nombre d'habitants au 31 décembre.

## Historique
La première mention de Hollogne-aux-pierres se rencontre dans un diplôme de Lothaire 2,du 13 avril 862. Ce souverain confirme au monastère de Stavelot de nombreux domaines parmi lesquel s: Holonio, désigne le village de Hollogne-aux-pierre.
C'était une commune à part entière avant sa fusion avec Grâce-Berleur le 10 juillet 1970.

## Patrimoine et culture

### Patrimoine architectural
L'église Saint-Pierre de Hollogne, classée en 1972, avait été touchée par le séisme de 1983 puis par la mérule. Elle est fermée en 1992 en raison de problèmes de sécurité.
La partie postmédiévale de l'édifice (XIXe siècle) a été démolie en 2017-2018. En revanche, la tour romane de l'église et sa tourelle ont été conservées afin d'être restaurées,.

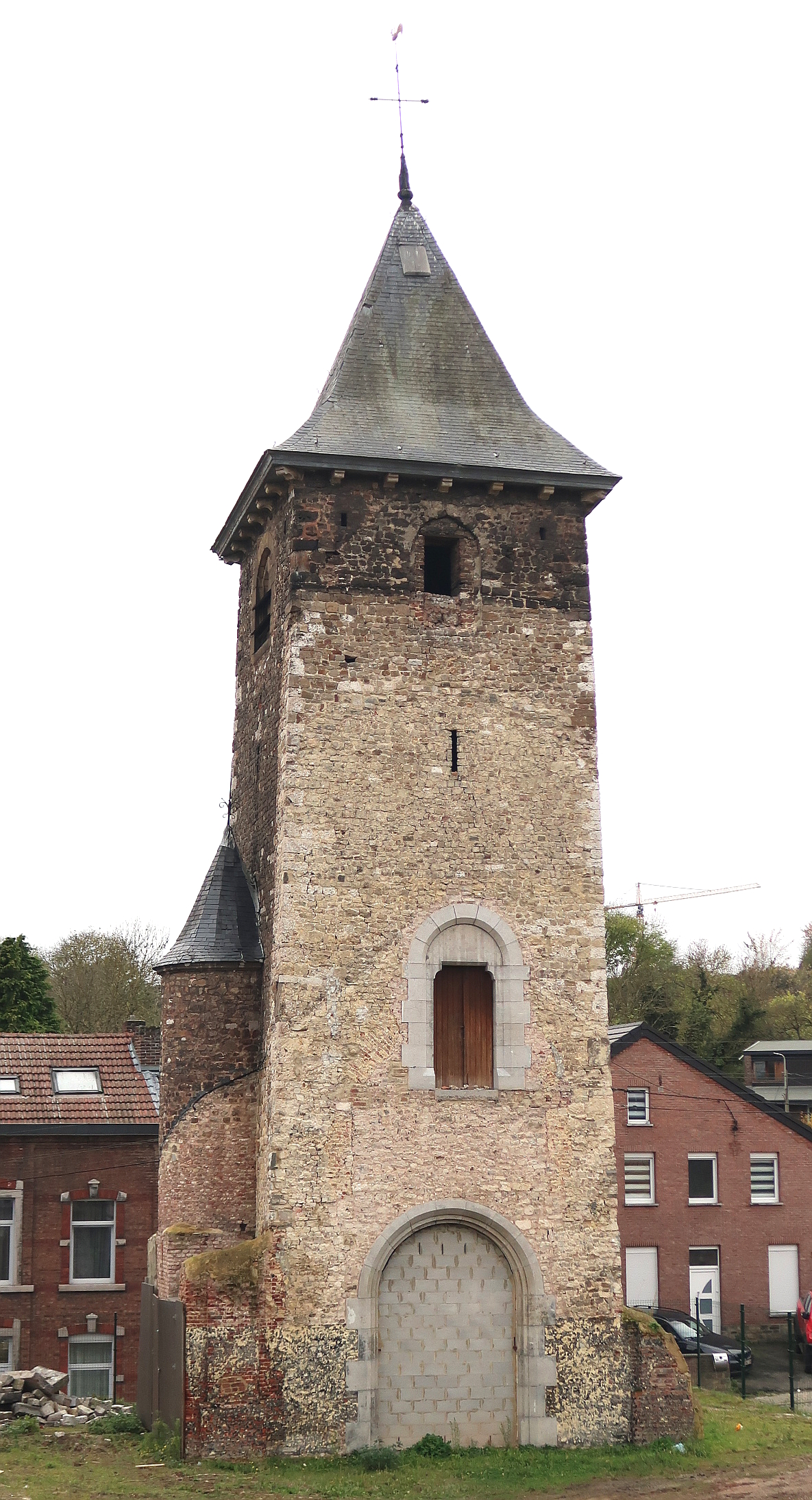
Clocher roman de l'église démolie après un tremblement de terre.
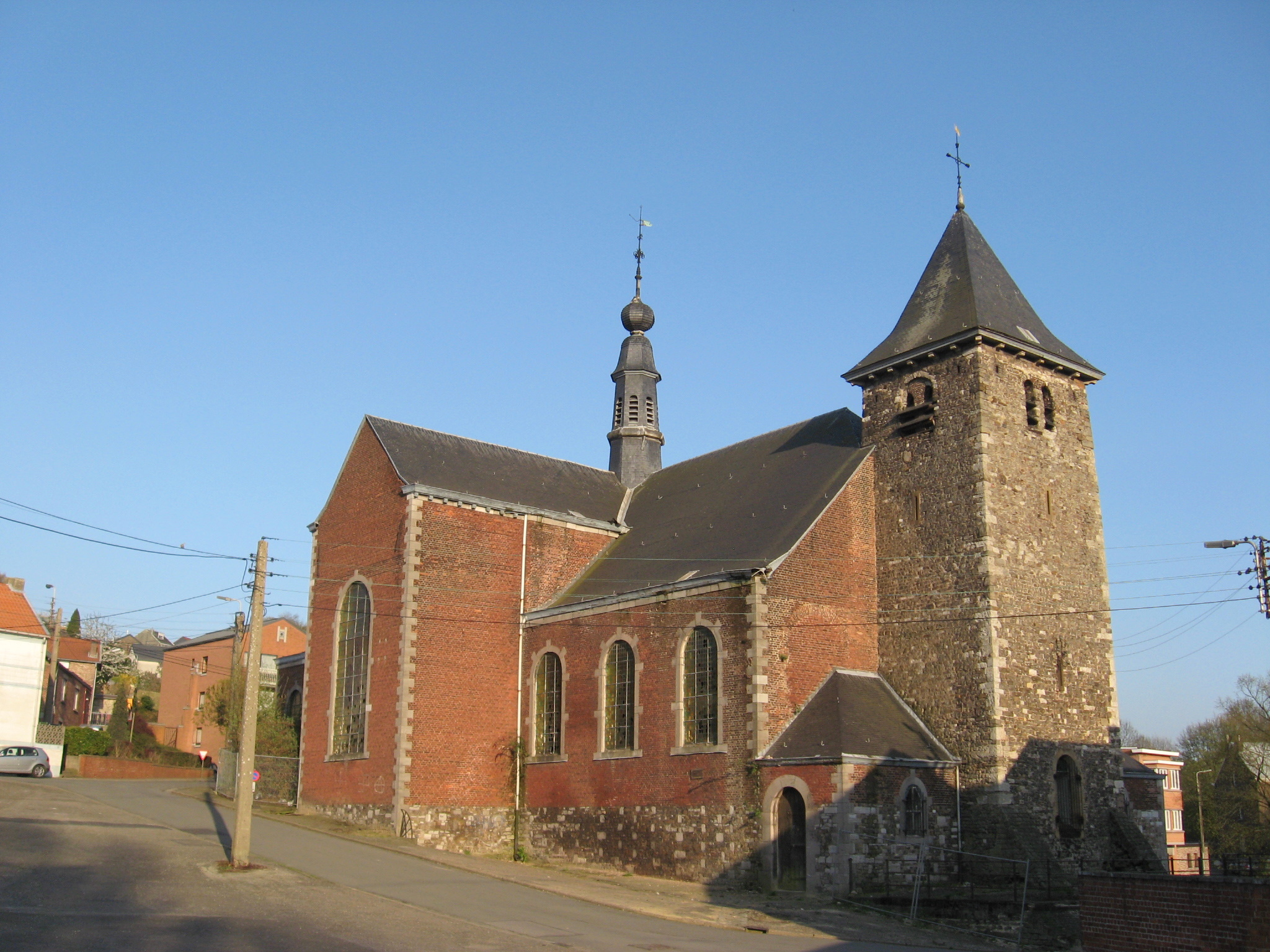
L'église Saint Pierre en 2010, avant démolition.
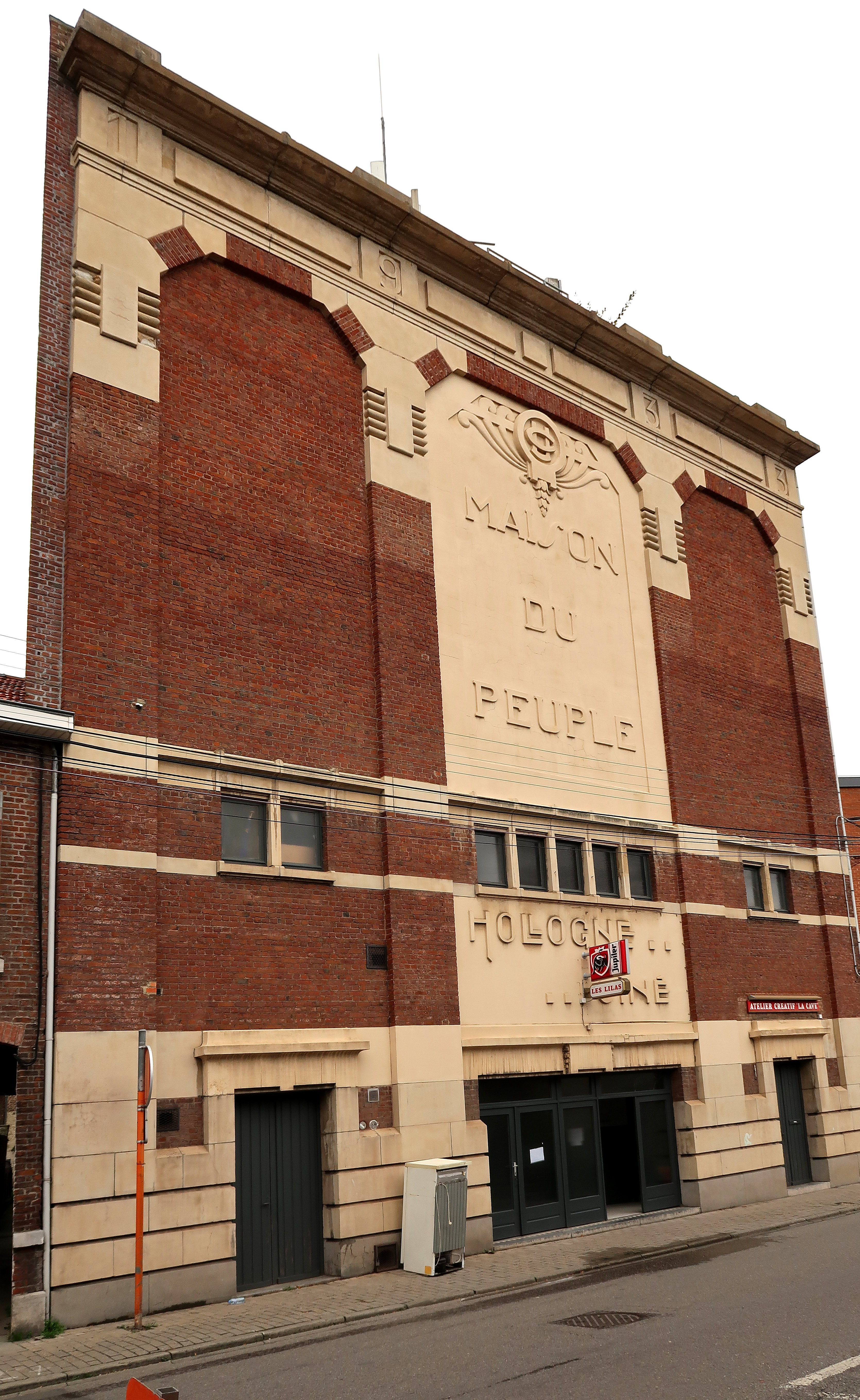
Maison du Peuple de Hollogne.
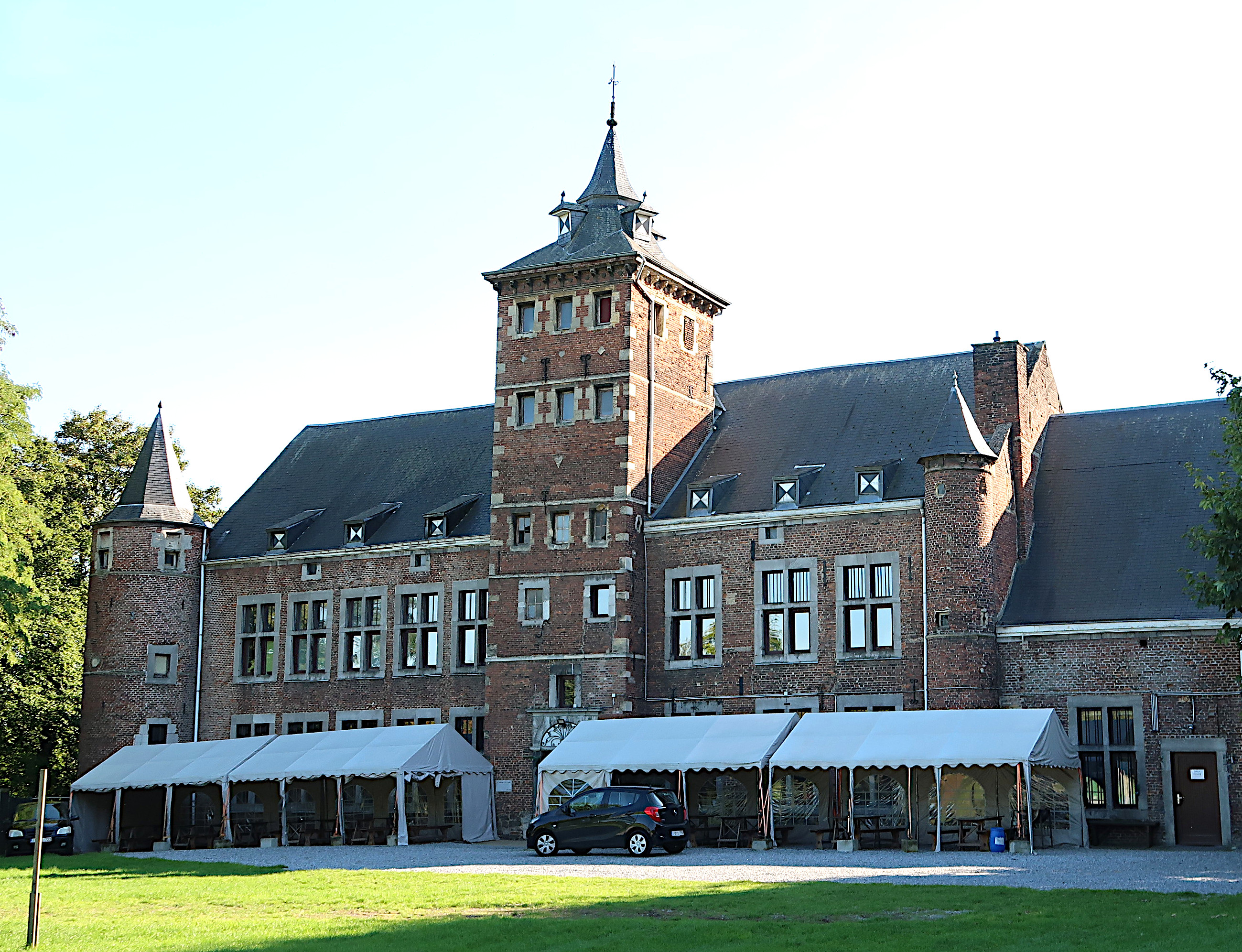
Château de Hollogne.
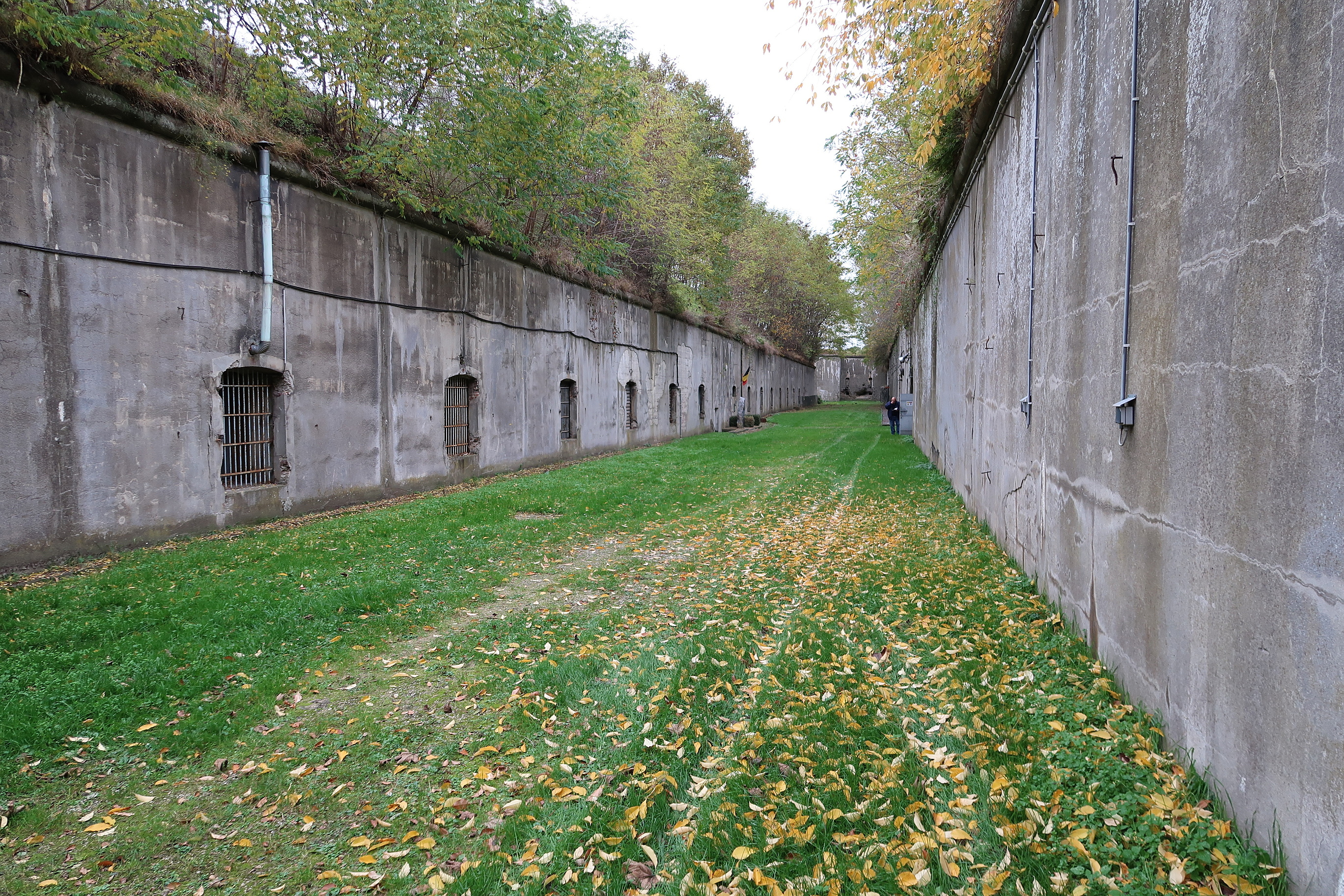
Fort de Hollogne.

## Personnages célèbres
- Céleste Pedoux (1901-1960), artiste peintre.
- Richard Lespagnard (1932-1966), handballeur.